# 錢用壬
錢用壬，字成夫，安徽广德人。明朝初期政治人物，礼部尚书。
錢用壬中元朝至正十四年甲午科进士，授翰林編修。后出使張士誠，留下任职。后朱元璋攻下扬州等地后，归降明军。累官任御史台、参与编写律令。后与陶安等负责礼仪事务。洪武元年为禮部尚書，负责所有礼仪、祭祀、宴请、贡举事宜。后称病归乡。